# Dwór w Bartodziejach
Dwór w Bartodziejach – zabytkowy dwór oraz park znajdujący się we wsi Bartodzieje. Obecnie jest zrujnowany.

## Historia

### Wawrzyniec Mikulski
W 1826 roku w Bartodziejach znajdował się „dwór z drzewa w węgieł stawiany, gontami podbity”. Pod koniec 1830 r. za 73 000 polskich złotych wieś nabył warszawski kupiec i inwestor Wawrzyniec Mikulski. Zgodnie z warunkami umowy zakupu Bartodziejów, Mikulski przejął majątek dopiero w 1832 r., kiedy skończył się okres dzierżawy wsi przez Trępczyńskiego, którego sprowadził do Bartodzieja Ludwika Krzywickiego. Wawrzyniec Mikulski w 1835 r. odsprzedał wieś za 160 000 polskich złotych swojej siostrze Joannie Dobrowolskiej-Rade. W rok później za taką samą kwotę ponownie ją od niej odkupił, a w 1837 r. za połowę tej sumy sprzedał Janowi Kuszewskiemu, dziedzicowi sąsiedniego majątku Lisów. Wawrzyniec Mikulski rozpoczął w latach 30. XIX w. budowę murowanego dworu, zwanego potocznie pałacem.
W połowie lat 40. XIX w. był to już „obszerny murowany dwór, w niektórych szczegółach jeszcze nie dokończony”.

### Kuszewscy
Jan Kuszewski zmarł kilka miesięcy po nabyciu majątku. Pozostawił żonę Marcjannę, syna Ludwika dzierżawcę dóbr rządowych Kobylany oraz córki Izabellę i Wiktorię. Ludwik Kuszewski przejął majątek po ojcu i władał nim do 1842 r. Po nim prawa do majątku nabyła żona Antonina z Bilskich, z pierwszego małżeństwa Radolińska, zamieszkała w Bartodziejach oraz jego matka Marianna z Wittchofów, zamieszkała w Radomiu w domu Miedzeńskiego. Prawa do Bartodziej rościła sobie również siostra Ludwika Kuszewskiego Wiktoria dziedzicząca wraz z mężem Jakubem Wereszczyńskim majątek Kosów. Kuszewscy czerpali znaczne dochody z propinacji. Alkohol wytwarzali w folwarcznych gorzelniach. Surowce do jego produkcji pochodziły z własnego w majątku.

### Deskurowie
Do 1844 r. toczył się spór o sukcesję majątku pomiędzy Wiktorią Wereszczyńską, a opiekunami prawnymi Emilii Pastuszek, nieletniej kuzynki żony Ludwika Kuszewskiego, której prawa do Bartodziej Antonina Kuszewska zapisała w testamencie. W imieniu Emilii Pastuszek występował Walenty Siekierzyński – starszy sekretarz powiatu radomskiego i Stefania z Urmanowskich Piotrowska zamieszkała w dworze w Bartodziejach. Konflikt rozstrzygnął sąd, przyznając nieletniej Emilii Pastuszek prawo do 3/4 majątku. Wiktorii Wereszczyńskiej przypadła reszta Bartodziej. Na wniosek Wereszczyńskiej sąd zarządził publiczną sprzedaż całego majątku, który 14 marca 1844 r. za 16 055 rubli srebrem nabył Andrzej Deskur, syn Jana, właściciel sąsiedniego Gorynia. Był to jeden z największych posiadaczy ziemskich w guberni radomskiej w latach 50. XIX w. Oprócz Gorynia i Bartodziej należały do niego Smogorzów, Żabianka, Pająków, 2 domy w Radomiu, oraz dobra w guberni wołyńskiej i województwie kijowskim. Deskurowie przez kilkanaście lat mieszkali w Kozienicach, później przenieśli się do Radomia. W Goryniu i Bartodziejach, które były stale wydzierżawiane, przebywali sporadycznie. Na podstawie testamentu Andrzeja Deskura z 1846 r. Bartodzieje przypadły Stanisławowi Deskurowi bratankowi Andrzeja, synowi Józefa. W faktyczne posiadanie odziedziczonych dóbr Stanisław Deskur wszedł w grudniu 1851 r. i podobnie jak poprzedni właściciel nie mieszkał w nich, lecz oddawał w dzierżawę.
W II połowie XIX w. do pierwotnego budynku dobudowano portyk przed drzwiami wejściowymi oraz piętrową wieżę od zachodniej strony budynku.

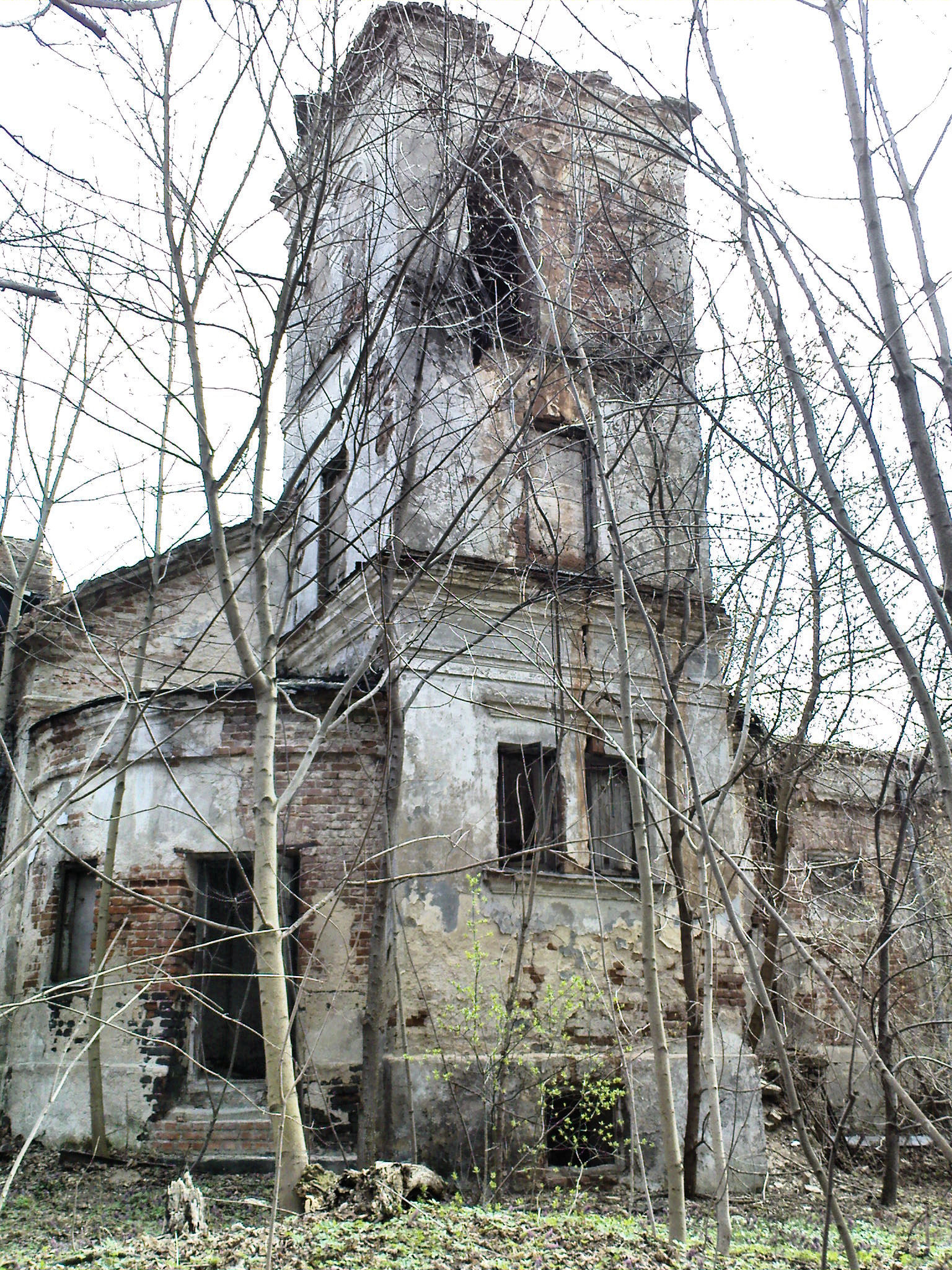
Zrujnowana wieża dworu

### Gordonowie, Zenon Jakacki, Maria Strojnowska, Maleszewscy
W 1861 r. za kwotę 134 250 rubli srebrem majątek nabyli małżonkowie Karol de Huntley Gordon i Laura z Sołtyków córka kasztelana Franciszka Sołtyka. Karol Gordon zmarł w 1879 r. i majątek dziedziczyli po nim żona i syn Franciszek. W listopadzie 1883 r. spadkobiercy Karola Gordona sprzedali Bartodzieje Zenonowi Jakackiemu. Majątek oszacowano na 135 000 rubli srebrem.
W trzy lata później wieś weszła w posiadanie Marii Strojnowskiej wdowy po Feliksie, córki Kazimierza Grabowskiego, herbu Pobóg (1789–1838), dyrektora generalnego Komisji Rządowej Wyznań Religijnych i Oświecenia Publicznego. Matką Marii Strojnowskiej była Waleria Bukowska, córka Józefa i Wiktorii także ze Strojnowskich, której stryjem był senator Walerian Strojnowski.
W 1897 r. Maria Strojnowska sprzedała wieś Bolesławowi i Marii Maleszewskim. W chwili zakupu Bartodziej Maleszewski był jednym z najzamożniejszych ludzi w kraju. Zmarł bezpotomnie 13 maja 1912 r. Bartodzieje zapisał w testamencie Bolesławowi i Edmundowi Janowskim, herbu Jastrzębiec, synom Józefa i Idalii z Chorbkowskich, siostry jego zmarłej żony.

### Janowscy
W sierpniu 1912 r. Bolesław Janowski nabył od brata część spadku i stał się właścicielem całego majątku, obejmującego 301 ha. Janowscy utrzymywali się z folwarku. Początkowo gospodarstwo opierało się na tradycyjnej produkcji rolniczej, później dodatkowym dochodem stało się ogrodnictwo. Ponieważ sytuacja finansowa majątku nie była dobra, do 1939 r. ponad połowa gruntów została sprzedana, a do chwili zajęcia majątku przez Niemców pozostało ok. 50 ha.
W dwudziestoleciu międzywojennym do wschodniego skrzydła dodano klatkę schodową i kilka pomieszczeń, w tym pokój dla służby.
W sierpniu 1940 r. Niemcy wysiedlili Janowskich z majątku. Bolesław Janowski przeprowadził żywy inwentarz do Kluczewska, do swego zięcia Konarskiego, gdzie przejściowo także zamieszkał z rodziną. Jego syn Józef wraz z żoną Jolantą z Żebrowskich i małym dzieckiem zamieszkał w Warszawie i działał w konspiracji. Żona Bolesława Maria zamieszkała w sąsiednim majątku Patków u Krystyny Kopeć, ciotki męża.
Po zajęciu dworu przez Niemców jesienią 1940 r. mieścił się w nim ośrodek wypoczynkowy dla oficerów Wehrmachtu. Bartodzieje stały się centrum kilkusethektarowego latyfundium. Administracja majątku „Wehrmachtsgute Bartodzieje” znajdowała się poza budynkiem dworu, w którym zamieszkał jedynie nadzorca ogrodów i szklarni, które znajdowały się w najbliższym sąsiedztwie folwarku. Główny zarządca gospodarstwa inspektor Geiss – z pochodzenia Austriak i pozostali urzędnicy mieszkali w domach pozostawionych przez gospodarzy wysiedlonych ze wsi. Po załamaniu się niemieckiego frontu wschodniego dwór zmieniono na wojskowy szpital. W okresie, kiedy w Bartodziejach przebywali Niemcy, dwór nie uległ większym zniszczeniom, najbardziej ucierpiał gdy hitlerowcy już go opuścili, a nowej władzy jeszcze nie było. Wnętrza zniszczono, a co się dało rozkradziono.
Janowscy powrócili do Bartodziej pod koniec 1944 r. Majątku nie objęła reforma rolna, gdyż był już zbyt mały, aby podlegać parcelacji. Do dworskiej oficyny wprowadzono pocztę i posterunek, później również policjanta z rodziną. Przez trzy lata w działał tu dom pracy twórczej. Ponieważ szklarnia przynosiła nieduże dochody, przeprowadzono jedynie remont dachu dworu.
Gospodarstwo przejął syn Józefa Tadeusz, który w 1980 r. ożenił się z Anną Hauke.

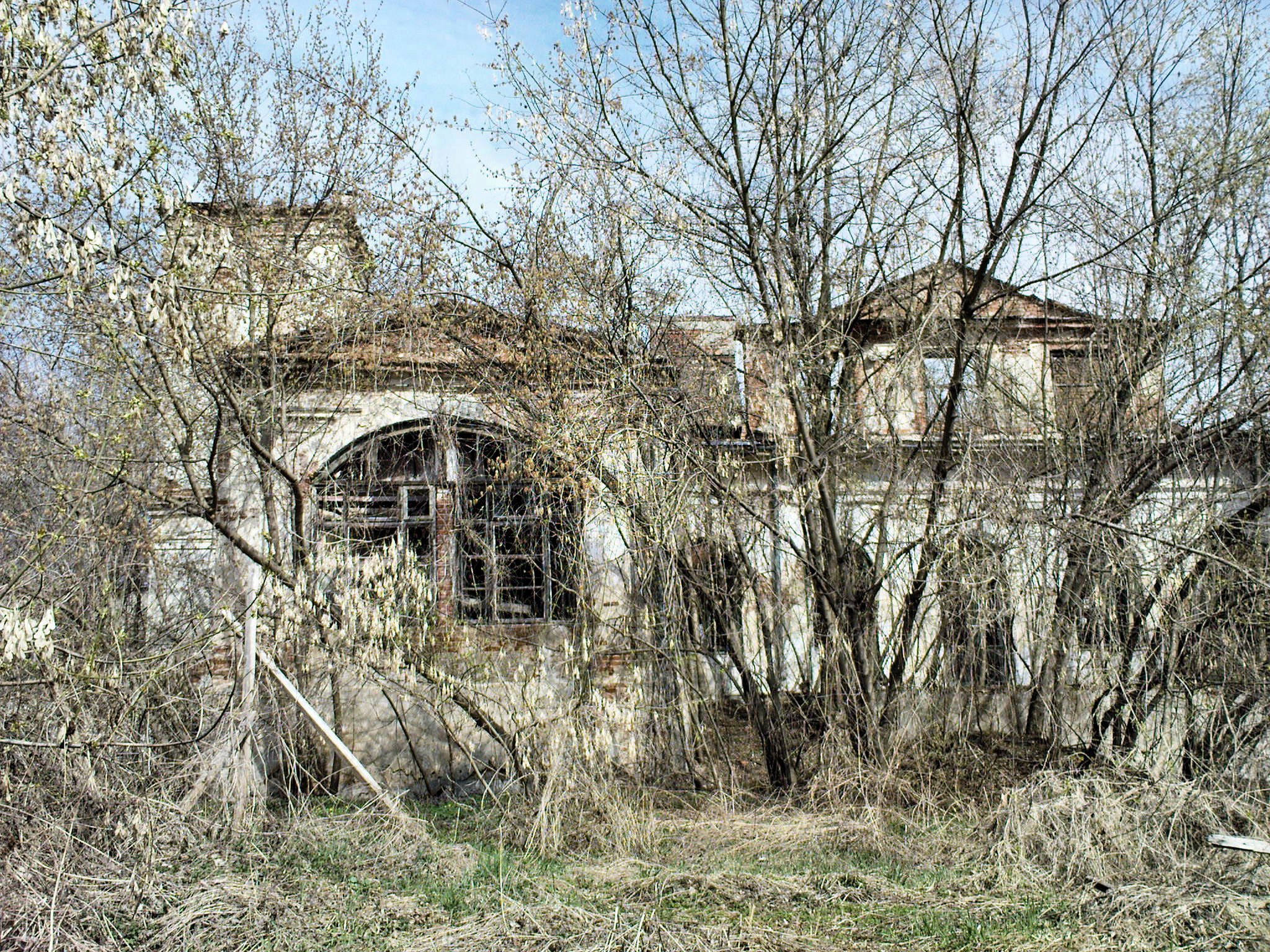
Ruiny dworu w 2012 r.

### Stig Hjorth i Krystyna Gancarczyk-Hjorth
W 1988 r. Janowscy sprzedali majątek Krystynie Gancarczyk-Hjorth i wyemigrowali do Szwecji. Jolanta Janowska zamieszkała u córki w Warszawie. Według zapowiedzi nowej właścicielki dwór miał być odnowiony. Wraz z mężem, szwedzkim przedsiębiorcą, planowała w Bartodziejach szereg inwestycji. Nowi właściciele rozwinęli szklarniową produkcję warzyw, z której utrzymywali się ich poprzednicy. Rozpoczęli również remont dworu, jednak po kilku miesiącach prace budowlane zostały zaprzestane. Ponieważ szklarnie nie przynosiły oczekiwanych dochodów Hjorth zrezygnował z ogrodnictwa i zainwestował w produkcję mozaiki podłogowej. Na zakład przeznaczył sąsiadującą z dworem oficynę, którą w tym celu samowolnie przebudował. Podobnie postąpił z innymi pofolwarcznymi budynkami. Gdy również ten interes przestał się opłacać, w połowie lat 90. XX w. właściciele dworu zaprzestali wszelkiej produkcji i wyprowadzili się do Szwecji. Stan techniczny dworu był wówczas katastrofalny. Od końca lat 80. XX w. obiekt nie był ogrzewany. W ciągu kolejnych kilku lat systematycznie postępowała dewastacja dworu i pozostałych dworskich zabudowań. Podobny los podzielił park, otaczający pałac. W listopadzie 2003 r. dwór został podpalony. Pożar strawił niemal doszczętnie jego wnętrze i więźbę dachową, zawaleniu uległy stropy. Ocalały jedynie mury zewnętrzne. W 2004 r. konserwator zabytków wszczął postępowanie administracyjne w celu oceny stanu technicznego dworu, a po kilku miesiącach wydał nakaz zabezpieczenia ruin pałacu. Krystyna Gancarczyk, mimo zapoznania się z tą decyzją, przez 2 lata nie wykonała żadnych nakazanych czynności. W październiku 2006 r. właścicielka wywiązała się z nakazu konserwatora i dokonała prowizorycznego ogrodzenia dworu. Ogrodzenie zostało wkrótce rozkradzione, a zabytkowy kompleks ulegał dalszej dewastacji.
W lipcu 2015 r. od Stiga Hjorth i Krystyny Gancarczyk-Hjorth dwór wraz z dwoma oficynami oraz parkiem kupił radomski przedsiębiorca. Odkupił nieruchomości wchodzące dawniej w skład majątku co powiększyło posiadłość do 21 ha. Uporządkował park i staw. Ze względu na zły stan techniczny dworu planował jego rozbiórkę i odbudowę.